# جيك بول ضد مايك تايسون
جيك بول ضد مايك تايسون (بالإنجليزية: Jake Paul vs. Mike Tyson) هي نزال ملاكمة احترافية قادمة بين اليوتيوبر جيك بول الذي تحول إلى ملاكم محترف وبطل العالم السابق بلا منازع في الوزن الثقيل مايك تايسون. أقيمت المباراة في 15 نوفمبر 2024، على ملعب دالاس كاوبويز في أرلينغتون، تكساس. تم بث الحدث عالميًا على نتفليكس. شاهد الحدث 65 مليون شخص، انتهت المباراة بقرار لجنة الحكام فوز بول على مايك تايسون بالإجماع.
في الأصل، كان من المقرر أن يُقام النزال في 20 يوليو، ولكن تم تأجيلها بسبب إصابة تايسون بقرحة في المعدة على متن طائرة.

## بطاقة القتال
^ملاحظة 1 جولات مدتها دقيقتان مع قفازات بوزن 14-أونصة (400 غ)
^ملاحظة 2 ^ملاحظة 2 بالنسبة لألقاب الوزن الخفيف التي تنظمها رابطة الملاكمة العالمية والمجلس العالمي للملاكمة والاتحاد الدولي للملاكمة ومنظمة الملاكمة العالمية وذا رينج.
^ملاحظة 3 ^ملاحظة 3 بالنسبة للقب المجلس العالمي للملاكمة لوزن الويلتر